# Suikermuseum

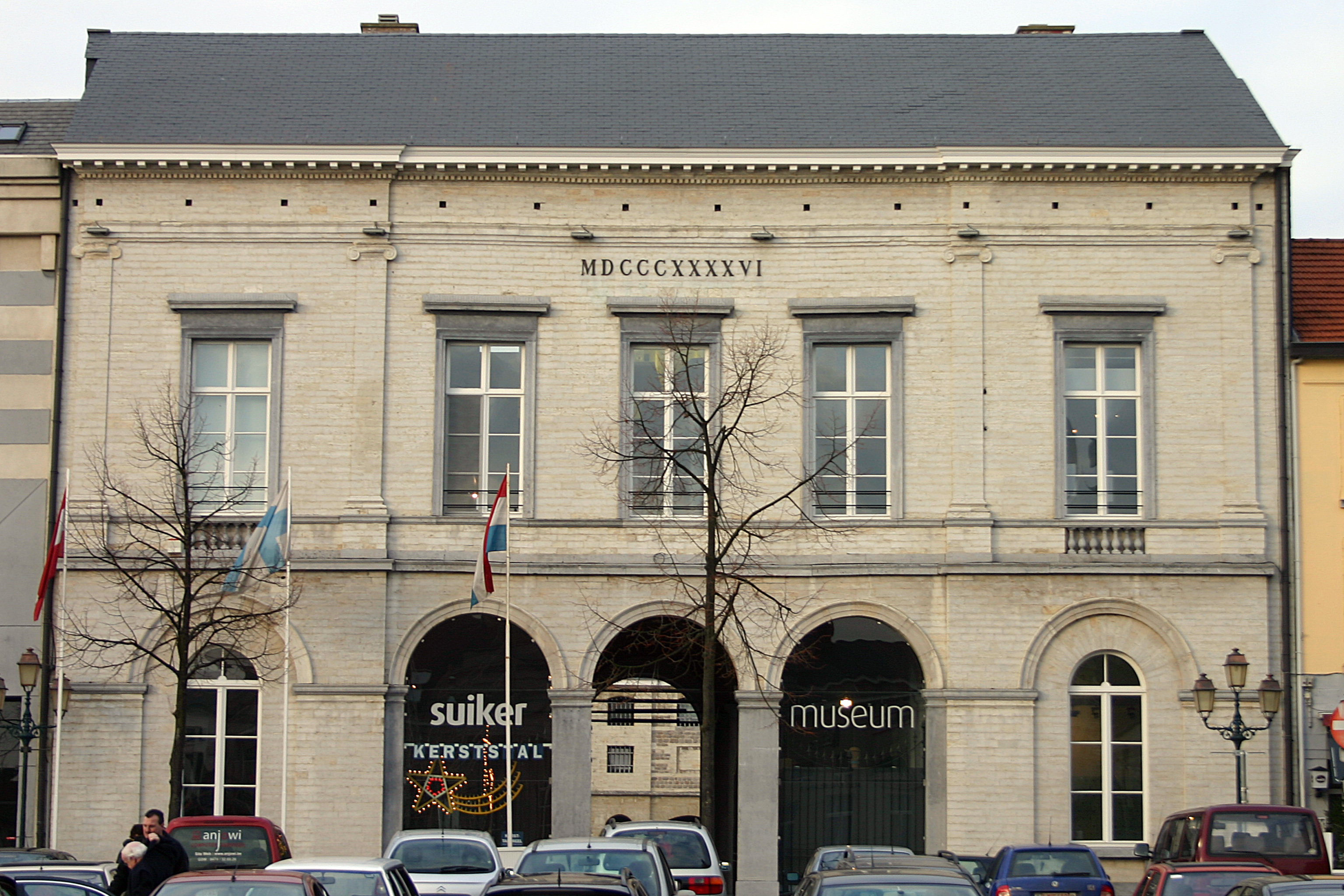
Voormalig Suikermuseum

Het Suikermuseum was een museum in de Belgische stad Tienen, de "suikerstad". In het museum kwam de hele wereld van suiker aan bod. Het bevond zich op de Grote Markt van Tienen.

## Gebouw
Het gebouw werd in 1846 door stadsarchitect François Drossaert opgetrokken. Op dezelfde plaats bevond zich het Corps de Garde (in de volksmond "Kottegoar"), de huisvesting van de burgerwacht. 
In het gebouw werd later behalve het Vredegerecht ook het politiekantoor, het bureau van de Burgerlijke Godshuizen en het Bureau der Octrooien ondergebracht. Het deed tevens dienst als tekenschool en Bureau voor openbare Werken.
De neoclassicistische voorgevel werd door Drossaert voorzien van een zuilengalerij, die doorgang verleent naar het achtergelegen pleintje en stedelijk museum "het Toreke".

## Museum
In 2002 werd het gebouw geopend als Suikermuseum. Dit idee kwam tot stand toen men in 1988 het 150-jarig bestaan vierde van de Tiense Suikerraffinaderij. Eerst zou een nieuw museum gebouwd worden op de plaats van het stadsarchief. Uiteindelijk heeft men het voormalige Vredegerecht gekozen als locatie.
Het museum toonde de belangrijkste aspecten van de suikerbietenteelt en de verwerking tot suikerproducten.
Sinds 16 april 2017 is het Suikermuseum gesloten. De gelijkvloerse verdieping van het gebouw huisvest het Toeristisch infokantoor met Streekshop.